# Florencio de Valeránica

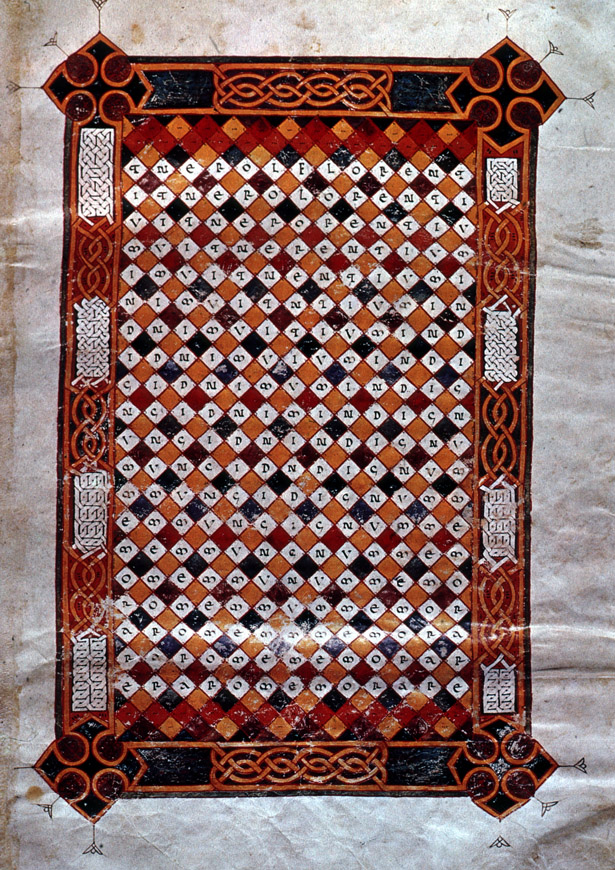
Una página de las Moralia de Florencio en Job de 945

Florencio (en latín, Florentius; c. 918-post. 978) fue un monje, escriba e iluminador del monasterio de San Pedro de Berlangas (Tordómar, Burgos) en el Condado de Castilla.

## Biografía
De lo poco que se sabe de Florencio proviene de los colofones de los manuscritos que copió (o sus copias). Informó sobre su edad, unos 24 o 25 años, en un colofón de 945, pero en otro, en 953, la dio, con más precisión, como 35. Este último datos es generalmente aceptado, ubicando su nacimiento alrededor de 918. Se desconoce su lugar de nacimiento. Pudo haber sido ofrecido al recién fundado monasterio de San Pedro de Berlangas como niño oblato o quizás a su cercana casa madre, San Pedro de Cardeña.
El primer registro existente sobre la actividad de Florencio es la carta fundacional del monasterio de San Andrés de Boada, fechada el 1 de marzo de 937. Con la misma fecha redactó la carta de donación del conde de Castilla Fernán González al monasterio de San Pedro de Arlanza. El 15 de marzo de 942 redactó la concesión de Fernán de unas salinas de Añana a Valeránica. Todos estos actos se conservan como copias. El original de la donación a Arlanza también se conserva en la Biblioteca Británica.

## Obras
Se sabe que Florencio realizó cinco códices completos. El más antiguo es la Biblia de Oña, de la que hoy en día solo se conservan unos pocos folios. Lo completó el 10 de junio de 943. El 11 de abril de 945, terminó las Moralia in Job de Valeránica, una copia de la extensa Moralia in Job de Gregorio Magno. Actualmente se conserva en la Biblioteca Nacional de España en Madrid. El 9 de julio de 953 completó una copia del comentario de Casiodoro sobre los Salmos. Una vez guardado en San Isidoro de León, desapareció a principios del siglo XIX. En algún momento después de 953, Florencio copió el Liber homeliarum de Smaragdus de Saint-Mihiel. Se conserva hoy en la catedral de Córdoba. Su último códice conocido es la Biblia de León del 20 de julio de 960, que fue ejecutado en su mayor parte por su alumno Sancho, bajo su dirección.
Florencio es reconocido hoy por su caligrafía, sus iniciales decoradas, sus frontispicios y miniaturas bien ejecutados y su trabajo con entrelazados, traídos relativamente recientemente a España desde el norte. En el Diccionario biográfico español se le califica como el "príncipe de los calígrafos". Todos sus códices son manuscritos iluminados de lujo de gran tamaño que utilizan múltiples tintas.
Dos documentos originales de puño y letra de Florentius sobreviven de sus últimos años. Uno es la compra de Covarrubias a Valeránica por el conde García Fernández, fechada el 7 de septiembre de 972. El otro es el acto por el que el conde funda el Infantazgo de Covarrubias el 24 de noviembre de 978. El mismo día redactó la donación condal del monasterio de San Quirce de Yesares de Añana a Valeránica. Este acto sobrevive sólo en una copia. Es el último registro de Florencio.